# الخسفة
قرية الخسفة وهي قرية زراعية تقع على بعد 17كم شمال غربي حديثة ضمن محافظة الأنبار غرب العراق.
تسكنها الغالبية عشيرة الجغايفه وهي أيضا مقر سكن شيخ قبيلة الجغايفه غزال العثمان وأيضا يوجد أقلية من الزاويين والمعاضيد والراويين والعانيين